# Zethus bolivari
Zethus bolivari (лат.) — вид одиночных ос рода Zethus из семейства Vespidae (Eumeninae), обитающий в Неотропике (Бразилия). Вид назван в честь энтомолога Боливара Рафаэля Гарсете-Барре (Bolívar Rafael Garcete-Barret).

## Описание
Мелкие осы, длина около 1 см. Основная окраска чёрная с жёлтыми и оранжевыми отметинами. От близких видов отличается следующими признаками: сочетание тергита T1, закругленного у основания расширения, без поперечного киля и гладкого между макропунктурами. Черный цвет тела со следующими оранжевыми отметинами: мандибулы, за исключением апикальных краев; наличник, за исключением небольшой продольной дорсальной линии; скапус и педицель усика полностью; внутренне-вентральная поверхность жгутика; гипостома; щека; пятна над усиками и в глазничном синусе; пара дорсолатеральных пятен на передней поверхности переднеспинки; широкая полоса вдоль заднего края переднеспинки, прерванная медиально и слегка выступающая латерально вдоль киля; тегулы; скрогальное пятно; передние лапки. Желтый: передняя поверхность средних лапок. Бледно-желтые: паратегула; проэпистернум; переднеспинка; медиально прерванные апикальные полосы на T1 и T2. Проподеум с вершинной ламелью янтарного цвета. Крылья гиалиновые светло-коричневые с темно-коричневым жилкованием. Строение. Мандибула 4-зубчатая. Усики 12-члениковые у самок и 13-члениковые у самцов.
Включён в состав подрода Zethoides, где входит в видовую группу Zethus olmecus. В группу включают несколько близких видов, в том числе Z. chapadensis, Z. velezi, Z. nodosus и Z. utingensis, Z. notatus, Z. pygmaeus, Z. thoracicus и Z. peruvicus.